# Josip Pivac (rukometaš)
Josip Pivac (Doboj, 16. listopada 1990.), hrvatski reprezentativni rukometaš
Igrač Nexea i Medveščaka.
S mladom reprezentacijom 2009. osvojio je zlato na svjetskom prvenstvu.  Hrvatska mlada reprezentacija za taj uspjeh dobila je Nagradu Dražen Petrović.